# Cultura di Ipoteşti-Cândeşti

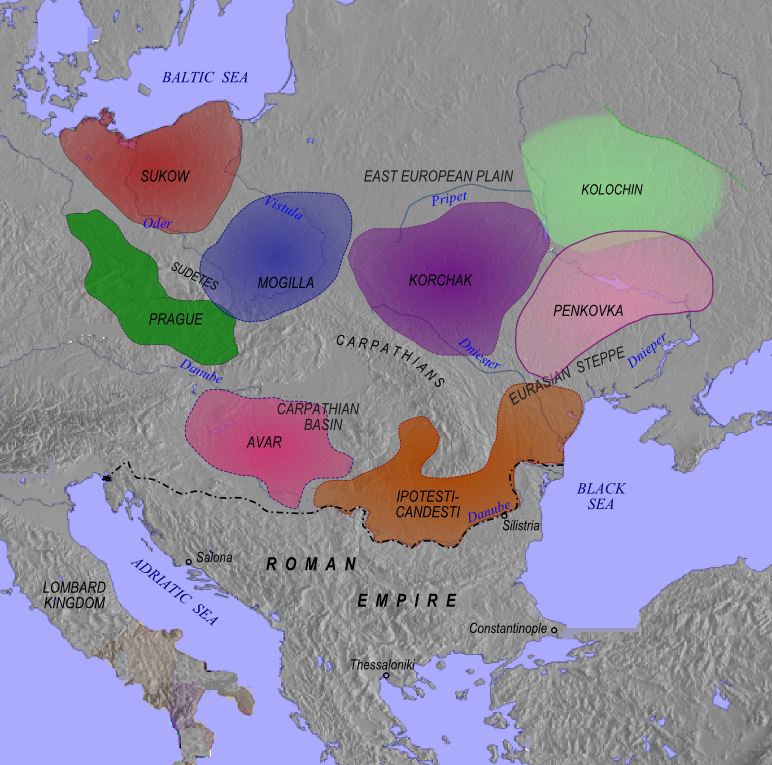
Il gruppo di culture archeologiche di Praga-Penkov-Koločin identificato con le popolazioni protoslave nei secoli VI e VII, e la cultura di Ipoteşti-Cândeşti basata su influenze locali.

La cultura di Ipoteşti-Cândeşti (in russo Ипотешти-кындештская культура?) era una cultura archeologica dell'Europa orientale.
Si sviluppò a metà del VI secolo dalla compenetrazione di elementi delle culture di Praga-Penkovka, di Praga-Korčak e di altre culture locali (alcune delle quali di matrice germanica) nell'area tra il Prut e il basso corso del Danubio. Si espanse lungo il basso Danubio in quelli che ora sono territori della Romania e della Moldavia. La popolazione della regione era costituita dai discendenti romanizzati dei Daci, da Germani e da tribù slave. Ci sono teorie secondo le quali sarebbe derivata dalla cultura di Černjachov e i suoi portatori sarebbero stati una parte del popolo degli Anti. Le abitazioni erano identiche alle capanne slave delle zone di Praga-Korčak e di Penkovka.. I siti sono conosciuti in Romania come Ipotești-Candești-Ciurel (in russo Ипотешти-Кындешти-Чурел?) o Ipotești-Ciurel-Cândești.